# Linia kolejowa 135 Nové Zámky – Komárom
Linia kolejowa nr 135 Nové Zámky – Komárom – linia kolejowa na Słowacji i na Węgrzech, o długości 36 km, łącząca Nové Zámky i Komárom. Jest to linia jednotorowa oraz zelektryfikowana napięciem zmiennym 25 kV 50 Hz.